# Tomasz Rayski
Tomasz Rayski (* 14. Oktober 1811 in Lemberg; † 21. März 1885 in Wien) war ein österreichisch-polnischer Politiker. Er war Abgeordneter zum Abgeordnetenhaus des Österreichischen Reichsrats.

## Ausbildung und Beruf
Rayski wurde als Sohn des Magistratsrats Józef Rayski in Lemberg geboren. Er genoss eine Privaterziehung und besuchte danach bis 1826 das Gymnasium in Lemberg. Er absolvierte in der Folge philosophische Lehrgänge sowie bis 1833 ein Studium der Rechtswissenschaft an der Universität Lemberg. Im Jahr 1836 schloss er sein Studium mit dem akademischen Grad Dr. iur. in Lemberg ab.
Rayski begann seine berufliche Karriere 1833 als Konzeptspraktikant an der Kammerprokuratur in Lemberg. Im Jahr 1836 stieg er zum Advokaturskonzipient auf und 1839 machte er sich als Advokat in Lemberg selbständig. Zusammen mit anderen Anwälten bemühte sich Rayski, das österreichische Recht und die österreichische Justiz neu zu organisieren. Als Mitglied einer von der Regierung ernannten Kommission bereiste er mit anderen Juristen im September 1848 Deutschland, Belgien und Frankreich, um mehr über das dortige Justizwesen zu erfahren. Ihre Schlussfolgerungen hielten die Autoren in dem 1849 veröffentlichten Rechenschafts-Bericht der vom kk. österr. Justizministerium nach den deutschen Reichländern und Belgien aus Galizien abgesandten Commission fest. 

## Politik
Rayski nahm aktiv am Studentenleben und an literarischen Abenden teil, die von Jurastudenten organisiert worden waren. Er war Mitglied der Stowarzyszenie Ludu Polskiego (Vereinigung des polnischen Volkes), die sich für ein freies, republikanisches Polen einsetzten und war dort Mitglied Jüdischen Kongregation von Ostgalizien in Lemberg. Nach dem Zusammenbruch der Hauptorganisation (Hauptkirche) in Krakau wurde er 1936 Mitglied der neuen Hauptkirche in Lemberg. Ab 1841 wurde gegen Rayski wegen Zugehörigkeit zu einer Untergrundorganisation ermittelt, 1842 folgte seine Verhaftung und Anklage wegen Hochverrats. 1845 folgte seine Verurteilung zum Tod. Rayski wurde jedoch begnadigt und aus der Haft entlassen, verlor jedoch seine Advokatur. Im Jahr 1848 konnte er seine Wiederzulassung als Advokat in Lemberg erlangen. 
Nach dem Januaraufstand 1863 trat Rayski einer geheimen Organisation bei und wurde 1864 unter anderem Vorsitzender des Ausschusses für die Versorgung politischer Flüchtlinge. 
Rayski war Besitzer des Guts Michalewice im Bezirk Rudki und vertrat den Großgrundbesitz im Wahlkreis 9 (Bezirke Sambor, Staremiasto, Turka, Drohobycz und Rudki) zwischen dem 14. März 1881 und dem 21. März 1885 im Abgeordnetenhaus des Reichsrates. Er hatte dabei die Nachwahl nach dem Tod von Ludwik Skrzyński gewonnen. Des Weiteren war Rayski zwischen 1867 und 1874 Mitglied der Bezirksvertretung Rudki sowie von 1861 bis 1874 Stadtrat von Lemberg. Zudem war er Mitgründer und bis 1885 Vizepräsident der Gesellschaft der Freunde der schönen Künste in Lemberg.

## Privates
Rayski heiratete 1840 Julia Waniczek und wurde Vater zweier Söhne. Sein Sohn Albin Rayski wirkte zwischen 1889 und 1914 als Abgeordneter im Galizischen Landtag.